# ألبن غالو
ألبن غالو (بالألبانية: Alpin Gallo‏) هو لاعب كرة قدم ومدرب كرة قدم ألباني في مركز الدفاع، ولد في 12 يناير 1974 في تيرانا في ألبانيا. شارك مع منتخب ألبانيا لكرة القدم. أما مع النوادي، فقد لعب مع بارتيزاني تيرانا ودينامو تيرانا ونادي تيرانا ونادي ثون ونادي سكندربيو كورتشه.

## وصلات خارجية
- ألبن غالو على موقع الاتحاد الدولي (مؤرشف)  (الإنجليزية)
- ألبن غالو على موقع قاعدة بيانات كرة القدم.إي يو (الإنجليزية)
- ألبن غالو على موقع ناشيونال فوتبول تيمز (الإنجليزية)